# Magyarmecske
Magyarmecske là một thị trấn thuộc hạt Baranya, Hungary. Thị trấn này có diện tích 11,95 km², dân số năm 2010 là 315 người, mật độ 26 người/km².